# 먼델-플레밍 모형
먼델-플레밍 모형(Mundell–Fleming model)은 로버트 먼델과 마커스 플레밍이 독립적으로 정립한 경제 모형이다. 이 모형은 IS-LM 모형을 확장한 모형이다. IS-LM 모형이 자급자족(폐쇄경제)하의 경제를 다루는 반면, 이 모형은 국제수지도 고려하면서 소국 개방경제를 설명한다. 그 의미에서 IS-LM-BP 모형이라고도 한다.

## 개관
먼델-플레밍 모형은 기본적으로 케인지언 거시경제모형의 대표격이라고 할 수 있는 IS-LM 모형에서 시작한다.IS-LM 모형은 기본적으로 생산물 시장과 화폐시장의 균형만으로 거시경제변수들간의 관계를 설명한다.
이때 핵심이 되는 것은 가격의 비신축성이며 이러한 가격의 경직성이 보장되어야만 IS-LM 모형은 현실적인 설명력을 지닌 모델이 된다. 문제는 이러한 수요측면의 거시경제이론과 환율과 국제수지라는 개념을 통합할 수 있는가이다. 기존의 국제거시경제이론은 국제수지와 환율사이의 관계나 통화량과 국제수지사이의 관계만을 단편적으로 설명해줄 뿐 통화량, 이자율, 국제수지, 환율과 같은 주요 거시경제변수들을 모두 통합해서 설명하는 이론을 만들어 내지 못하였다.
그런데 이러한 상황에서 로버트 먼델과 마커스 플레밍은 각기 동일한 형태의 거시경제모델을 발표하는데 이것이 바로 먼델-플레밍 모델이다. 이런 새로운 경제이론의 처음 목적은 환율제도에 따라서 국가가 어떤 경제충격에 어떤 영향을 받을 것인지 규명하는 것이었다. 이는 브레튼 우즈 체제의 붕괴와 그 이후 각국의 변동 환율제도로의 이행과정에 있어서 재정·금융정책을 어떤식으로 펼쳐야 하는지에 대한 물음의 답을 구하기 위한 것이었다.

## 기본적인 설명

### 모형의 기본 가정[1]
- 현물 환율과 선물 환율은 동일하며, 기존의 환율은 무기한 지속될 것으로 예상된다.
- 고정된 화폐 임금률, 실업 자원, 규모에 대한 수확 불변이 가정된다. 따라서 국내 물가 수준은 일정하게 유지되고, 국내 산출량의 공급은 탄력적이다.
- 세금과 저축은 소득에 따라 증가한다.
- 무역 수지는 소득과 환율에만 의존한다.
- 자본 이동성은 완전하지 않으며, 모든 증권은 완전 대체재다. 오직 위험 중립적인 투자자들만 존재한다. 따라서 화폐에 대한 수요는 소득과 이자율에만 의존하며, 투자는 이자율에 의존한다.
- 고려 중인 국가는 매우 작아서 해외 국가의 소득이나 국제 이자율 수준에 영향을 미칠 수 없다.

### 변수
- Y 는 실질 GDP(real GDP)다.
- C 는 실질 소비(real consumption)다.
- I 는 의도된 재고 투자를 포함한 실질 물적 투자(real physical investment, including intended inventory investment)다.
- G 는 실질 정부 지출(real government spending)이며 외생 변수(exogenous variable)다.
- M 은 외생적인 명목 화폐 공급량(exogenous nominal money supply)이다.
- P 는 외생적인 물가 수준(exogenous price level)다.
- i 는 명목 이자율(nominal interest rate)이다.
- L 은 유동성 선호(liquidity preference), 즉 실질 화폐 수요(real money demand)이다.
- T 는 부과되는 실질 세금(real taxes levied)이다.
- NX 는 실질 순수출(real net exports)이다.

### 방정식
먼델-플레밍 모형은 다음과 같은 방정식들에 기초를 두고 있다.
IS 곡선:
{\displaystyle Y=C+I+G+NX}
LM 곡선:
{\displaystyle {\frac {M}{P}}=L(i,Y)}
이자율이 높아지거나 국내총생산(GDP)이 낮아지면 화폐 수요가 줄어든다.
BP 곡선:
{\displaystyle BP=CA+KA}
BP(Balance of Payments)는 국제수지를, CA(Current Account)는 경상수지를, KA(Capital Account, 자본을 K로 나타내는 관행에 따라 약자를 'KA'로 표기)는 자본수지를 나타낸다.

### IS 구성 요소
{\displaystyle C=C(Y-T(Y),i-E(\pi ))}
여기서 E(π)는 기대 인플레이션율이다. 가처분 소득이 높거나 실질 이자율(명목 이자율에서 기대 인플레이션을 뺀 값)이 낮으면 소비 지출이 증가한다.
{\displaystyle I=I(i-E(\pi ),Y_{t-1})}
여기서 Yt-1는 전기의 GDP이다. 전기 소득이 높거나 실질 이자율이 낮으면 투자 지출이 증가한다.
{\displaystyle NX=NX(e,Y,Y^{*})}
여기서 NX는 순수출, e는 명목 환율(자국 통화 단위로 표시한 외국 통화의 가격), Y는 GDP, Y*는 해외 무역 상대국들의 총 GDP이다. 국내 소득(GDP)이 높아지면 수입에 대한 지출이 증가하여 순수출이 감소하고, 해외 소득이 높아지면 외국인들의 자국 수출품에 대한 지출이 증가하여 순수출이 증가한다. e가 높아지면 순수출이 증가한다.

### BP 구성요소
{\displaystyle CA=NX}
여기서 CA는 경상수지이고 NX는 순수출이다. 즉, 경상수지는 수입과 수출로만 구성된 것으로 간주된다.
{\displaystyle KA=z(i-i^{*})+k}
여기서 i*는 외국 이자율, k는 자본 흐름의 외생적 구성 요소, 함수 z는 자본 흐름의 이자율 민감도이며, 함수 z의 도함수는 자본 이동성 정도(국내 이자율과 외국 이자율 간 차이가 자본 흐름 KA에 미치는 영향)이다.

### 모형에 의해 결정되는 변수
맨 처음의 IS, LM, BP로 나타내었던 세 방정식에 설명된 구성 요소를 나타내었던 방정식을 대입하면, GDP와 국내 이자율이라는 두 개의 미지수를 포함한 세 개의 방정식 체계를 얻게 된다.
변동 환율제 하에서는 환율이 세 번째 내생 변수이며, 국제수지(BP)는 0으로 설정된다. 환율은 외부의 수요와 공급의 변화에 따라 자유롭게 변동하여, 국제수지를 0이 되도록 조정하는 것이다.
반면에 고정 환율제 하에서는 환율 e 가 외생 변수이고, 국제수지는 모형에서 결정된다.
두 가지 환율제도 하에서 명목 국내 통화량 M 은 외생 변수이지만, 그 이유는 다르다. 변동 환율제 하에서는 명목 통화량이 중앙은행의 완전한 통제 하에 있다. 그러나 고정 환율제 하에서는 단기적으로(특정 시점에서) 통화량은 과거의 국제 자금 흐름에 의해 사전에 결정되며, 시간이 지남에 따라 경제가 변모하면서 이러한 국제 자금 흐름이 미래 시점의 통화량을 높이거나 낮출 수 있다.

## 모형의 작동 원리
이 모형의 작동 원리는 국내 이자율이 수직축에, 실질 GDP가 수평축에 표시된 IS-LM-BP 그래프를 통해 설명될 수 있다. 폐쇄경제 IS-LM 분석에서와 같이 IS 곡선은 우하향하고 LM 곡선은 우상향한다. BP 곡선은 자본 이동성(capital mobility)이 완전하지 않은 한 우상향하지만, 자본 이동성이 완전한 경우에는 국제 이자율 수준에서 수평이 된다.
이 그래프에서, 자본 이동성이 완전하지 않은 경우 IS 곡선과 BoP 곡선의 위치는 모두 환율에 의존한다(아래에서 논의). 이는 IS-LM 그래프가 사실상 이자율, 소득, 환율을 모두 포함하는 3차원 공간의 2차원 단면(cross-section)이기 때문이다. 그러나 자본 이동성이 완전한 경우에는 BP 곡선이 단순히 국제 이자율 수준과 동일한 국내 이자율 수준에서 수평이 된다.

### 통화 정책과 재정 정책의 효과 요약
아래에 설명된 바와 같이, 실질 GDP에 영향을 미친다는 의미에서 국내 통화 정책이나 재정 정책이 효과적인지 여부는 환율제도에 따라 달라진다. 그 결과는 다음과 같이 요약된다.
변동 환율제: 국내 통화 정책은 GDP에 영향을 미치지만, 재정 정책은 그렇지 않다.
고정 환율제: 재정 정책은 GDP에 영향을 미치지만, 국내 통화 정책은 그렇지 않다.

### 변동 환율제
변동 환율제에서 중앙은행은 환율이 시장의 힘에 의해서만 결정되도록 한다.

#### 통화량의 변화
통화량 증가는 LM 곡선을 오른쪽으로 이동시킨다. 이는 국내 이자율을 국제 이자율에 비해 직접적으로 낮춘다. 그 결과, 자본 유출은 증가할 것이고 이는 실질 환율 하락으로 이어져 궁극적으로 이자율이 국제 이자율과 같아질 때까지 IS 곡선을 오른쪽으로 이동시킬 것이다(수평의 BP를 가정). 통화량 감소는 정확히 반대의 과정을 야기한다.

#### 정부 지출의 변화
정부 지출 증가는 IS 곡선을 오른쪽으로 이동시킨다. 이는 국내 이자율과 GDP가 상승한다는 것을 의미한다. 하지만, 이자율 상승은 높은 이자율의 혜택을 보고자 하는 해외 투자자들을 끌어들이므로, 그들은 자국 통화를 요구하게 되고, 따라서 자국 통화는 평가절상 된다. 통화 강세는 국내 생산자의 고객들이 자국의 수출품을 구매하는 것이 더 비싸질 것임을 의미하므로, 순수출은 감소하여 정부 지출 증가를 상쇄하고 IS 곡선을 왼쪽으로 이동시킬 것이다. 따라서, 정부 지출 증가는 국내 GDP나 이자율에 아무런 영향을 미치지 않을 것이다.

#### 국제 이자율의 변화
국제 이자율 상승은 BP 곡선을 위쪽으로 이동시키고 국내 경제에서 자본 유출을 야기한다. 이는 자국 통화를 평가절하 시키고 순수출을 증대시켜 IS 곡선을 오른쪽으로 이동시킨다. 완전하지 않은 자본 이동성 하에서, 평가절하된 환율은 BP 곡선을 다소 아래쪽으로 이동시킨다. 완전한 자본 이동성 하에서, BP 곡선은 항상 국제 이자율 수준에서 수평이다. 후자가 상승할 때, BP 곡선은 같은 양만큼 위쪽으로 이동하고, 그대로 유지된다. 환율은 IS 곡선이 변하지 않은 LM 곡선과 교차하는 지점에서 새로운 BP 곡선과 교차하는 위치로 이동할 만큼 변한다. 이제 국내 이자율은 국제 이자율의 새로운 수준과 같아진다.
국제 이자율 하락은 반대의 상황이 발생하게 한다.

### 고정 환율제

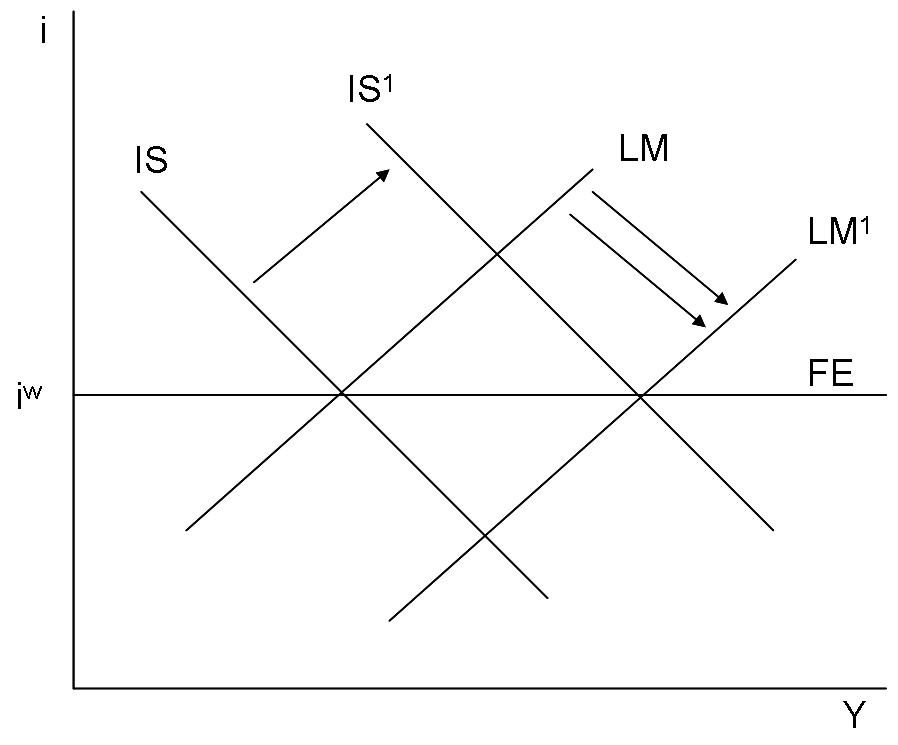
정부 지출이 증가하면 통화 당국은 환율을 일정하게 유지하기 위해 시장에 자국 통화를 공급해야 한다. 여기에서는 자본의 완전 이동성이 존재하는 경우를 보여주고 있는데, 이 경우 국제수지 곡선(또는 여기서 표기된 대로 FE 곡선)은 수평이 된다.

고정 환율제에서 중앙은행은 자국 통화를 사고 팔 준비가 되어 있는 환율(평가 환율)을 발표한다.
고정 환율제 하에서 중앙은행은 특정 환율을 유지하기 위해 외환 시장에서 운영한다. 외환 시장에서 자국 통화의 공급이 수요를 초과하여 자국 통화의 환율 평가절하 압력이 있을 경우, 지역 당국은 외환으로 자국 통화를 매입하여 외환 시장에서 자국 통화의 공급을 감소시킨다. 이는 자국 통화의 환율을 목표 수준으로 유지한다. 외환 시장에서 통화의 수요가 공급을 초과하여 자국 통화의 환율 평가절상 압력이 있을 경우, 지역 당국은 자국 통화로 외환을 매입하여 외환 시장에서 자국 통화의 공급을 증가시킨다. 다시 말해, 이는 환율을 목표 수준으로 유지한다.

#### 통화량의 변화
매우 단기적으로 통화량은 일반적으로 과거 국제 지급 흐름의 역사에 의해 사전에 결정된다. 중앙은행이 국제수지 흑자와 일치하는 환율을 유지하고 있다면, 시간이 지남에 따라 자금이 국내로 유입되고 통화량은 증가할 것이다(지급 적자의 경우 그 반대). 중앙은행이 이러한 국제수지로 인한 통화량 변화를 상쇄하기 위해 국내 채권 시장에서 공개 시장 조작을 실시한다면 (이러한 과정을 불태화(sterilization)라고 한다.) 국내 채권 보유량을 감소시켜 새로 유입된 자금을 흡수할 것이다(자금이 국외로 유출되는 경우 그 반대). 그러나 완전한 자본 이동성 하에서는, 그러한 불태화는 추가적인 상쇄 국제 자금 흐름을 초래할 것이다.

#### 정부 지출의 변화
정부 지출 증가는 IS 곡선을 오른쪽으로 이동시킨다. 이 이동은 이자율의 초기 상승을 초래하고, 따라서 높은 이자율에 끌려 해외 자금이 유입되기 시작함에 따라 환율(자국 통화의 가치) 상승 압력을 초래한다. 그러나 환율은 고정 환율제의 틀 안에서 지역 통화 당국에 의해 통제된다. 환율을 유지하고 그에 대한 압력을 제거하기 위해, 통화 당국은 국내 자금을 사용하여 외환을 매입함으로써 LM 곡선을 오른쪽으로 이동시킨다. 결과적으로, 이자율은 동일하게 유지되지만 경제의 전반적인 소득은 증가한다. IS-LM-BP 그래프에서 IS 곡선은 재정 당국에 의해 외생적으로 이동되었고, IS와 BP 곡선은 시스템의 최종 안착점을 결정한다. LM 곡선은 단순히 수동적으로 반응할 뿐이다.
정부 지출이 감소할 때는 역의 과정이 적용된다.

#### 국제 이자율의 변화
고정 환율을 유지하기 위해, 중앙은행은 환율에 대한 압력을 상쇄하기 위해 국제 이자율 변화로 인한 자본 흐름(유입 또는 유출)을 수용해야 한다.
국제 이자율이 상승하여 BP 곡선을 상향 이동시키면, 자본은 기회를 활용하기 위해 유출된다. 이는 자국 통화 평가절하 압력을 가하므로, 중앙은행은 이러한 유출을 수용하기 위해 자국 통화를 매입해야 한다. 즉, 일부 외환 보유액을 매각해야 한다. 유출로 인한 통화량 감소는 IS와 BP 곡선의 교차점에서 이들과 만날 때까지 LM 곡선을 왼쪽으로 이동시킨다. 다시 한 번, LM 곡선은 수동적인 역할을 하고, 결과는 IS-BP 상호작용에 의해 결정된다.
완전한 자본 이동성 하에서, 새로운 BP 곡선은 새로운 국제 이자율에서 수평이 될 것이므로, 균형 국내 이자율은 국제 이자율과 같아질 것이다.
국제 이자율이 국내 이자율 아래로 하락하면, 그 반대가 발생한다. BP 곡선은 아래로 이동하고, 해외 자금이 유입되며 자국 통화는 평가절상 압력을 받는다. 따라서 중앙은행은 자국 통화를 매각(외환을 매입)함으로써 이 압력을 상쇄한다. 자금 유입은 LM 곡선을 오른쪽으로 이동시키고, 국내 이자율은 낮아진다(완전한 자본 이동성이 있는 경우 국제 이자율만큼 낮아진다).

## IS-LM 모형과의 차이점
개방 경제를 가정하기 때문에 이 모형의 일부 결과는 IS-LM 모형의 결과와 차이가 있다. 반면에 대규모 개방 경제의 경우에는 IS-LM 모형에서 예측한 것과 일관된 결과를 보일 수 있다. 그 이유는 대규모 개방 경제는 폐쇄 경제와 소규모 개방 경제의 특성을 모두 가지고 있기 때문이다. 특히, 대규모 개방 경제는 완전한 자본 이동성에 직면하지 않을 수 있어서 내부 정책 수단이 국내 이자율에 영향을 미칠 수 있으며, 앞서 논의한 바와 같이 국제수지 변화로 인한 통화량 변동을 불태화(sterilize)할 수 있을 것이다.
IS-LM 모형에서 국내 이자율은 화폐 시장과 상품 시장의 균형을 유지하는 데 핵심 요소이다. 자본의 완전 이동성에 직면한 소규모 개방 경제에 대한 먼델-플레밍 모형에서는 국내 이자율이 고정되어 있으며, 두 시장의 균형은 명목 환율이나 통화량의 (국제 자금 흐름에 의한) 조정에 의해서만 유지될 수 있다.

### 예시
먼델-플레밍 모형을 자본의 완전 이동성에 직면한 소규모 개방 경제에 적용하면 국내 이자율이 국제 이자율에 의해 외생적으로 결정되기 때문에 폐쇄 경제 모형과는 큰 차이를 보이게 된다.
정부 지출의 외생적 증가를 생각해보자. IS-LM 모형에서는 IS 곡선이 우측으로 이동하고 LM 곡선은 그대로 유지되어 이자율과 총생산이 상승하게 된다. 그러나 자본 이동성이 완벽하고 변동 환율 제도를 채택한 소규모 개방 경제에서는 국내 이자율이 수평의 국제수지 곡선에 의해 미리 결정되어 있으므로, 앞서 제시된 LM 방정식에 의해 화폐 시장이 그 이자율 수준에서 균형을 이룰 수 있는 유일한 생산 수준이 존재하게 된다. IS 곡선에 영향을 미치는 모든 외생적 변화(예를 들어 정부 지출 변화)는 환율 변화에 의해 정확히 상쇄될 것이며, IS 곡선은 결국 원래 위치로 돌아와 LM 곡선 및 국제수지 곡선과 교차점에서 다시 만나게 될 것이다.
고정 환율 제도 하의 먼델-플레밍 모형 역시 폐쇄 경제 IS-LM 모형과는 완전히 다른 함의를 갖는다. 폐쇄 경제 모형에서 중앙은행이 통화량을 늘리면 LM 곡선이 우측으로 이동하여 소득은 증가하고 국내 이자율은 하락하게 된다. 그러나 자본 이동성이 완벽한 개방 경제의 먼델-플레밍 모형에서는 통화 정책이 효력을 잃게 된다. 통화량 증가 정책으로 LM 곡선이 우측으로 이동하려 해도 자본이 경제 밖으로 유출되게 된다. 고정 환율 제도하에서 중앙은행은 즉각적으로 외환 시장에 개입하여 외화를 팔고 자국 통화를 사들여 환율을 유지해야만 한다. 이에 수반되는 통화량 감소로 인해 의도했던 통화량 증가는 완전히 상쇄되고, LM 곡선의 우측 이동은 발생하지 않으며, 이자율은 국제 이자율과 같은 수준으로 유지되게 된다.

## 같이 보기
- IS-LM 모형
- 거시경제학

1. ↑  Mundell, R. A. (1963년 11월). “Capital Mobility and Stabilization Policy Under Fixed and Flexible Exchange Rates”. 《Canadian Journal of Economics and Political Science》 (영어) 29 (4): 475–485. doi:10.2307/139336. ISSN 0315-4890.